# 埃迪·施密德
埃迪·施密德（德語：Edy Schmid，1911年5月3日—2000年9月25日），瑞士男子手球运动员，场上位置是守门员。他曾代表瑞士参加1936年夏季奥林匹克运动会手球比赛，获得一枚铜牌。